# Parodia rechensis
Parodia rechensis är en kaktusväxtart som först beskrevs av Albert Frederik Hendrik Buining, och fick sitt nu gällande namn av F.H. Brandt. Parodia rechensis ingår i släktet Parodia och familjen kaktusväxter. Inga underarter finns listade i Catalogue of Life.